# Меняльщіков Саїд Джиганович
Саїд Джиганович Меняльщіков (22 квітня 1936, Татарська Пішля, Рузаєвський район, Мордовська АРСР, СРСР — 21 вересня 2000, Москва, Росія) — художник, художник-постановник ігрового кіно; лауреат Державної премії СРСР (1981).

## Біографія
Народився 22 квітня 1936 року в селі Татарська Пішля Рузаєвського району Мордовської АРСР.
Жив в Ногінську Московської області на Робочій вулиці. Навчався в міській школі № 14.
У 1956 році закінчив театрально-декораційне відділення Московського обласного художнього училища імені 1905 року (нині Московське державне академічне художнє училище пам'яті 1905 року), майстерня професора Віктора Шестакова; в 1962 році закінчив художній факультет ВДІКї (нині Всеросійський державний інститут кінематографії імені С. А. Герасимова), викладачі Борис Дубровський і Юрій Піменов.
З 1962 року працював художником-постановником кіностудії «Мосфільм».
Помер 21 вересня 2000 року в Москві.

## Творчість
Художник-постановник фільмів:
| - 1965—1967 роки — «Війна і мир» - 1967 рік — «Софія Перовська» - 1969 рік — «Ватерлоо» - 1970 рік — «Повернення Святого Луки» - 1971 рік — «Пропажа свідка» - 1971 рік — «Якщо ти чоловік. . .» - 1972 рік — «Розповідь про один день» (короткометражний) - 1973 рік — «Людина в штатському» - 1975 року — «Алмази для Марії» - 1976 року — «Розвага для старичків» - 1978 року — «На новому місці» - 1979 рік — «Москва сльозам не вірить» - 1980 рік — «Вершник на золотому коні» | - 1981 року — «Полин — трава гірка» - 1982 рік — «Балада про доблесного лицаря Айвенго» - 1983 рік — «Молодість», випуск 5-й (кіноальманах) - 1984 року — «Спадщина» - 1984 року — «Клініка» (кіноальманах) - 1985 рік — «Заповіт» - 1988 рік — «Шураві» - 1989 рік — «Леді Макбет Мценського повіту» - 1989 рік — «Без надії сподіваюсь» - 1989 рік — «Убити дракона»- кінофільм-притча Марка Захарова - 1990 рік — «А в Росії знову окаянні дні» - 1991 рік — «Маестро з ниточкою» - 1992 рік — «Офіціант з золотим підносом» |

## Нагороди
Державна премія СРСР 1981, за фільм  "Москва сльозам не вірить"